# Woodland Hills (Nebraska)
Woodland Hills je naseljeno područje za statističke svrhe u američkoj saveznoj državi Nebraska. Prema popisu stanovništva iz 2010. u njemu je živjelo 215 stanovnika.